# Jedanaesti hrvatski korpus NOVJ-a
Jedanaesti hrvatski korpus NOVJ-a formiran je u siječnju 1944. godine. Njegovo područje djelovanja obuhvaćalo je Liku, Gorski kotar, Hrvatsko primorje i Istru.
Na osnovu naredbe Vrhovnog štaba NOV-a i POJ-a o formiranju Jedanaestog korpusa, Glavni štab Hrvatske svojom naredbom od 30. siječnja 1944. godine imenovao je štab korpusa. Za zapovjednika korpusa imenovan je Pavle Jakšić, za političkog komesara Artur Turkulin. Načelnik štaba bio je Stanko Perhavec, a operativni časnik (načelnik Operativnog odsjeka) Stevan Opsenica.

## Sastav i zona odgovornosti korpusa
Početkom 1944. godine Trinaesta divizija je imala 4 143 borca. Brojno stanje jedinica 35. divizije bilo je, s pridatom Sedmom dalmatinskom brigadom, 3 770 boraca.  Operativni štab za Istru imao je pod svojim zapovjedništvom 1 300 boraca. Jedanaesti korpus imao je u vrijeme osnivanja 9 860 boraca u operativnim jedinicama i oko 3 500 boraca u jedinicama zapovjedništava područja.
Od ljeta 1944. pod odgovornošću Jedanaestog korpusa bila je i Prva avio-baza kod Udbine.
Operativno područje Jedanaestog korpusa bilo je u zoni od posebnog interesa za njemačku obranu, izlazeći na jadransku obalu u Kvarneru i Istri. Tu zonu njemačko Vrhovno zapovjedništvo smatralo je dijelom unutrašnje linije obrane Reicha, pa joj je posvećivala posebnu pažnju. Istočni dio korpusne zone spadao je u zonu odgovornosti Jugoistoka, odnosno 15. brdskog korpusa Druge oklopne armije, a zapadni dio (kvarnersko zaleđe i Istra) pripadao je zoni odgovornosti Armijske grupe C, odnosno njenog 97. korpusa. Jedinice i teritoriji Jedanaestog korpusa NOVJ-a bili su cilj brojnih njemačkih operacija, i korpus je vodio svakodnevne borbe s njemačkom 188., 237., 373. i 392. divizijom, 162. turkmenskom divizijom, i Trećim i Četvrtim ustaškim zdrugom.
Na zapadu, zona Jedanaestog korpusa naslanjala se na oblast Devetog, na sjeverozapadu Sedmog slovenskog, na sjeveru Četvrtog, na sjeveroistoku Petog i na istoku Osmog korpusa NOVJ-a. S ovim susjednim korpusima Jedanaesti korpus je koordinirao svoje akcije i vodio zajedničke operacije.

## Borbe
Korpus je formiran u završnoj fazi velikog njemačkog zimskog pothvata 1943/1944. za osiguravanje strateških točaka u jadranskom zaleđu (Zimske operacije 1943/1944). Jedinice korpusa zahvećene su operacijama Drežnica i Adler II. U oblasti Like i Hrvatskog primorja, koje su dugo bile slobodne, ponovo su uspostavljene posade i komunikacijkse linije 392. njemačke divizije i ustaša.  Glavna uporišta predstavljali su Gospić, Otočac, Senj i Karlobag, vitalne komunikacije povezivale su ova uporišta s Ogulinom na sjeveru i Kninom na jugoistoku. Snage Jedanaestog korpusa pokušavale su preuzeti i zadržati inicijativu napadima na te komunikacije. U napadu na Bosiljevo krajem lipnja 1944. dijelovi Jedanaestog korpusa sudjelovali su zajedno s dijelovima Sedmog i Četvrtog korpusa. Njemačko-ustaške snage pokušavale su da prenesu borbena djelovanja u dubinu slobodnog teritorija, u oblast Plitvičkih jezera, Krbavsko i Lapačko polje.
Tijekom svibnja 1944. dijelovi Jedanaestog korpusa našli su se pod udarom njemačkih pripremnih operacija za Drvarsku (Morgenstern i Šah).
Obostrane intenzivne akcije i protuakcije nastavljene su i tijekom ljeta i jeseni 1944. (njemački prodor u Korenicu srpnja 1944. i njegovo odbacivanje, napadi na Gračac, Ličko Lešće, Lički Osik, Široku Kulu, učešće u operaciji Ratweek).
Nakon Kninske operacije u prosincu 1944. i uspostavljanja fronte u južnoj Lici, 13. i 35. divizija dobile su ulogu sudjelovanja s nastupajućim snagama Osmog dalmatinskog korpusa u pozadini fronte. U ožujku 1945., 35. divizija istakla se u borbama u obrani Korenice i u sudjelovanju u operaciji oslobađanja Bihaća od 22. do 29. ožujka.
U travnju 1945. rasformiran je štab Jedanaestog korpusa. Trinaesta i 43. divizija ušle su neposredno u sastav Četvrte armije JA, dok je 35. lička divizija rasformirana, a njenim borcima popunjene su ostale jedinice.